# Калгун (Кентуккі)
Калгун (англ. Calhoun) — місто (англ. city) в США, в окрузі Маклейн штату Кентуккі. Населення — 725 осіб (2020).

## Географія
Калгун розташований за координатами 37°32′27″ пн. ш. 87°15′33″ зх. д. / 37.54083° пн. ш. 87.25917° зх. д. (37.540804, -87.259102).  За даними Бюро перепису населення США в 2010 році місто мало площу 1,73 км², з яких 1,69 км² — суходіл та 0,04 км² — водойми.

## Демографія
Згідно з переписом 2010 року, у місті мешкали 763 особи в 317 домогосподарствах у складі 184 родин. Густота населення становила 440 осіб/км².  Було 370 помешкань (213/км²).
Расовий склад населення:
| - 98,8 % — білих - 0,5 % — корінних американців |

До двох чи більше рас належало 0,7 %. Частка іспаномовних становила 0,3 % від усіх жителів.
За віковим діапазоном населення розподілялося таким чином: 20,7 % — особи молодші 18 років, 52,4 % — особи у віці 18—64 років, 26,9 % — особи у віці 65 років та старші. Медіана віку мешканця становила 46,4 року. На 100 осіб жіночої статі у місті припадало 76,6 чоловіків;  на 100 жінок у віці від 18 років та старших — 71,9 чоловіків також старших 18 років.
Середній дохід на одне домашнє господарство  становив 45 649 доларів США (медіана — 28 750), а середній дохід на одну сім'ю — 58 753 долари (медіана — 37 500). Медіана доходів становила 48 333 долари для чоловіків та 32 143 долари для жінок. За межею бідності перебувало 35,3 % осіб, у тому числі 45,6 % дітей у віці до 18 років та 18,4 % осіб у віці 65 років та старших.
Цивільне працевлаштоване населення становило 312 особи. Основні галузі зайнятості: освіта, охорона здоров'я та соціальна допомога — 20,8 %, транспорт — 17,3 %, роздрібна торгівля — 14,4 %, виробництво — 13,5 %.